# Adelheidstraße 29 (Quedlinburg)

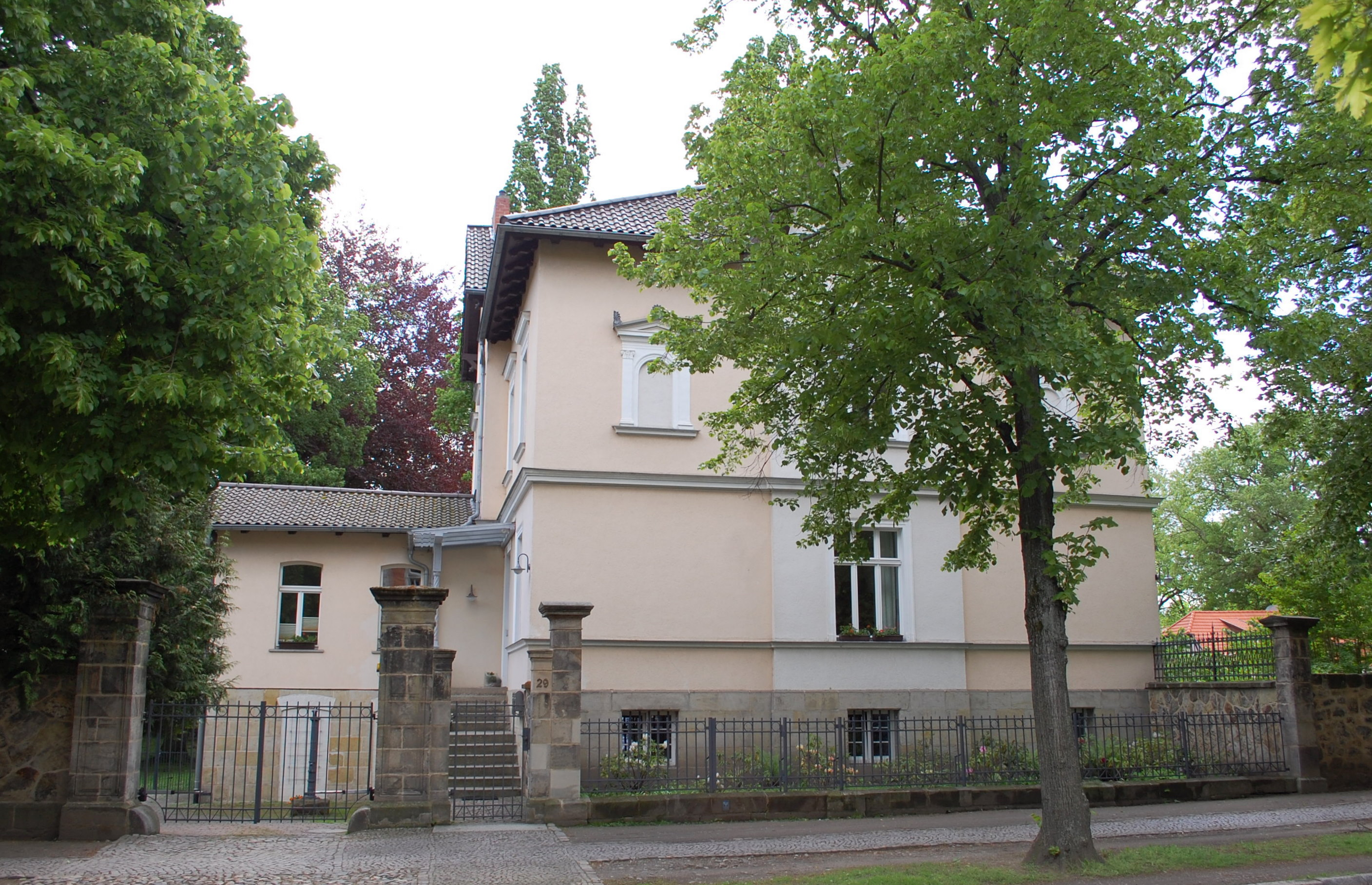
Adelheidstraße 29

Das Haus Adelheidstraße 29 ist eine denkmalgeschützte Villa in der Stadt Quedlinburg in Sachsen-Anhalt.

## Architektur und Geschichte
Die Villa wurde 1874 vom Bauunternehmer Robert Riefenstahl für den Quedlinburger Bürgermeister Gustav Brecht errichtet. Das schlichte Gebäude entstand im Stil des Spätklassizismus. Auch die Grundstücksumzäunung und der die Villa umgebende Park orientieren sich an dieser Gestaltung.